# Granulicella sapmiensis
Granulicella sapmiensis es una especie de  bacteria gramnegativa del género Granulicella. Fue descrita en el año 2012. Su etimología hace referencia a la tierra de Sapmi, habitada por la gente Sámi. Es aerobia e inmóvil. Tiene un tamaño de 0,5-0,7 μm de ancho por 0,7-3,5 μm de largo. Forma colonias circulares, lisas y de color blanco o beige en agar R2A. Temperatura de crecimiento entre 4-26 °C, óptima de 21-24 °C. Catalasa positiva y oxidasa negativa. Es sensible a los antibióticos: rifampicina, lincomicina, novobiocina y bacitracina. Resistente a ampicilina, eritromicina, cloranfenicol, gentamicina, polimixina y penicilina. Tiene un contenido de G+C de 56%. Se ha aislado del suelo de la tundra en Kilpisjärvi, Finlandia. 